# Hubert Hamaekers
Hubert Hamaekers (ur. 20 lipca 1946 w Opgrimbie, zm. 21 kwietnia 2022 w Maasmechelen) – znakomita i popularna osoba (na globalną skalę) w kręgach zajmujących się podatkami, w latach 1971-1972 pracownik firmy rachunkowej Paardekooper & Hoffman, reprezentant Holandii na spotkaniach urządzanych przez UNESCO, NATO, INTELSAT, GATT, OECD oraz INMARSAT. Napisał 37 dzieł w różnych językach. Otrzymał w 2002 tytuł doktora honoris causa Uniwersytetu Łódzkiego.
Studia prawnicze ukończył w 1971 na uniwersytecie w Nijmegen. Od 1993 był profesorem Uniwersytetu w Nijmegen, gdzie wykładał międzynarodowe prawo podatkowe. 